# 黃細頸金花蟲
黃細頸金花蟲（学名：Lema (Lema）为金花蟲科細頸金花蟲屬下的一个种。